# جان ماري بريفوست
جان ماري بريفوست (بالفرنسية: Jean-Marie Prévost)‏ (30 سبتمبر 1918 فرنسا - 20 مارس 1997 شارلوروا بلجيكا) هو لاعب كرة قدم فرنسي سابق كان يلعب كلاعب وسط.

## روابط خارجية
- جان ماري بريفوست على موقع قاعدة بيانات كرة القدم.إي يو (الإنجليزية)